# باشگاه فوتبال گورنیک زابژه
 باشگاه فوتبال گورنیک زابژه  (به لهستانی: Górnik Zabrze) باشگاه فوتبال لهستان است که در شهر زابژه قرار دارد و در لیگ برتر فوتبال لهستان بازی می‌کند.
این باشگاه در سال ۱۹۴۸ تأسیس شده‌است.

## افتخارات
- لیگ برتر فوتبال لهستان
  -  قهرمان (۱۴): ۱۹۵۷, ۱۹۵۹, ۱۹۶۱, ۱۹۶۳, ۱۹۶۴, ۱۹۶۵, ۱۹۶۶, ۱۹۶۷, ۱۹۷۱, ۱۹۷۲, ۱۹۸۵, ۱۹۸۶, ۱۹۸۷, ۱۹۸۸
- جام حذفی فوتبال لهستان
  - قهرمان (۶): ۱۹۶۵, ۱۹۶۸, ۱۹۶۹, ۱۹۷۰, ۱۹۷۱, ۱۹۷۲
  - نایب قهرمانی (۷): ۱۹۵۶, ۱۹۵۷, ۱۹۶۲, ۱۹۶۶, ۱۹۸۶, ۱۹۹۲, ۲۰۰۱
- سوپر جام فوتبال لهستان
  - قهرمان (۱): ۱۹۸۸
- جام در جام اروپا
  - نایب قهرمان (۱): ۱۹۷۰